# آيت بن علي (آيت عياش)
آيت بن علي هي إحدى مشيخات المملكة المغربية، تتبع جغرافيا لإقليم ميدلت وإداريًا لآيت عياش. يقدر عدد سكانها بـ 2045 نسمة حسب الإحصاء الرسمي للسكان والسكنى لسنة 2004.